# 卡雷尔·韦尔策
卡雷尔·韦尔策（捷克語：Karel Wälzer，1888年8月28日—1948年1月），捷克男子冰球运动员，场上位置是守门员。他曾代表捷克斯洛伐克国家队参加1920年夏季奥林匹克运动会冰球比赛，获得一枚铜牌。